# Aeroporto di Narsarsuaq
L'Aeroporto di Narsarsuaq (IATA: UAK, ICAO: BGBW) è un aeroporto della Groenlandia situato a 34 m s.l.m. presso il villaggio di Narsarsuaq. Servito prevalentemente da voli domestici, l'aeroporto dispone di un terminal passeggeri, una torre di controllo del traffico aereo e una pista in calcestruzzo con orientamento 06/24 lunga 1.830 metri. Inserito nell'elenco degli aeroporti più pericolosi del mondo per via della pista ricoperta di ghiaccio, è prevista la sua chiusura a fine 2026 per essere sostituito dal nuovo aeroporto di Qaqortoq.